# Орфанные рецепторы
Орфанный рецептор или орфановый рецептор, от англ. orphan receptor), или «рецептор-сирота», «сиротский рецептор» — клеточный рецептор, эндогенный лиганд (агонист или антагонист либо обратный агонист) которого ещё не обнаружен (не открыт) и потому неизвестен.
К появлению орфанных рецепторов привело развитие методов молекулярной биологии, позволяющих идентифицировать возможные рецепторы по последовательности ДНК, в то время как ранее для открытия неизвестного рецептора его пытались «зацепить» уже известным лигандом, что по определению исключало попадание его в разряд рецепторов-сирот. Примеры орфанных рецепторов есть среди рецепторов, связанных с G-белками и ядерных рецепторов. Рецепторы-сироты из первой группы обычно именуются буквами GPR с цифровым индексом, например, GPR1.